# (6551) 1988 XP
(6551) 1988 XP es un asteroide perteneciente al cinturón de asteroides, región del sistema solar que se encuentra entre las órbitas de Marte y Júpiter, descubierto el 5 de diciembre de 1988 por Takuo Kojima desde la Estación Chiyoda, Japón.

## Designación y nombre
Designado provisionalmente como 1988 XP.

## Características orbitales
1988 XP está situado a una distancia media del Sol de 2,442 ua, pudiendo alejarse hasta 2,953 ua y acercarse hasta 1,931 ua. Su excentricidad es 0,209 y la inclinación orbital 8,545 grados. Emplea 1393,83 días en completar una órbita alrededor del Sol.

## Características físicas
La magnitud absoluta de 1988 XP es 13,59.